# Ninja Scroll
Ninja Scroll (jap. 獣兵衛忍風帖, Jūbei/Jūbē Nimpūchō) ist ein Anime von Yoshiaki Kawajiri aus dem Jahr 1993. Das Werk lässt sich in die Genre Action, Fantasy, Drama und Splatter einordnen. Der Film basiert auf der Figur des Schwertmeisters Jūbei Yagyu, der ein häufiges Thema der japanischen Popkultur ist, entwickelt aus dieser jedoch eine eigene Figur und Geschichte.

## Handlung
Im Japan der Edo-Zeit, Jahre vor Beginn des Films, arbeitete der junge Schwertkampfmeister Jubei Kibagami unter der Führung von Himuro Gemma als Ninja für den Yamashiro-Clan. Als der Clan eine riesige Goldmine fand, versuchte der Lord, diese Entdeckung geheim zu halten, und gab Gemma den Auftrag, alle Zeugen zu beseitigen. So wollte Gemma den gesamten Ninja-Corps auslöschen, indem er Jubeis Eliminierung anordnet. In Notwehr tötete dieser alle seine ehemaligen Freunde. Danach lauerte er Gemma aus Rache auf und enthauptete ihn, als dieser vorüberritt. Seitdem vagabundiert Jubei durchs Land und lässt sich für wenig Geld als Schwertkämpfer anheuern.
Eines Tages sterben die Bewohner eines Dorfes im Territorium des Mochizuki-Clans auf mysteriöse Weise. Die Regierung vermutet eine Seuche und lässt das umgebende Gebiet evakuieren. Um die Sache zu untersuchen, entsendet Sakaki Hyobu, der Lord des Mochizuki-Clans, das Koga Ninja Team. Darunter befindet sich die schöne Giftprüferin Kagero, deren Körper derart mit Gift angereichert ist, dass sie zwar immun gegen jedes Gift ist, aber bereits eine Berührung ihrer Lippen für jeden anderen tödlich ist. Auf dem Weg zum Dorf greift sie der übermächtige Tessai an, der seine Haut in Stein verwandeln kann. Nur Kagero überlebt, wird aber auf ihrer Flucht von Tessai gefangen genommen und in eine nahe gelegene Hütte gebracht, wo er sich daran macht, sie zu vergewaltigen. Zufällig befindet sich auch Jubei in der Hütte und kann Kagero retten. Dabei verliert Tessai ein Auge und sinnt nun auf Rache.
Nachdem Jubei und Kagero sich getrennt haben, taucht Tessai auf und überfällt diesen. Doch das Gift, dem er ausgesetzt war, als er Kagero küsste, beginnt zu wirken. Seine unverwundbare, steinerne Haut beginnt zu bröckeln und Jubei kann ihn töten. Um seine Wunden zu versorgen, begibt sich Jubei zu einer heißen Quelle. Dort erscheint die verführerische Benisato, die Schlangen kontrollieren kann, und hypnotisiert Jubei. Doch bevor sie ihn töten kann, taucht der alte Mönch Dakuan auf und wirft einen Shuriken auf Jubei, so dass dieser aus der Hypnose erwacht und den Angriff abwehrt. Benisato kann jedoch entkommen, indem sie sich wie eine Schlange häutet und nur eine Hülle zurücklässt.
Dakuan ist ein Spion der Regierung, der das Geschehen schon lange im Hintergrund beobachtet hat. Er erklärt, dass die beiden Angreifer zu den Acht Teufeln von Kimon gehören, einem Verband von Killern angeführt vom totgeglaubten Himuro Gemma. Jeder dieser Acht ist mit einer übernatürlichen Fähigkeit ausgestattet. Für den Tod ihres Kameraden Tessai werden sie sich an Jubei rächen. Darum sei es besser für ihn, mit Dakuan zusammenzuarbeiten, da dieser den Teufeln das Handwerk legen will. Als sich Jubei weigert, offenbart ihm der Mönch, dass der Shuriken, mit dem er Jubei aus Benisatos Bann befreite, in Gift getränkt war. Seine Belohnung für die Zusammenarbeit wären hundert Goldstücke und das Gegengift.
In einem Wald verlieren sich die beiden. Während Dakuan gegen Shijima kämpft, der mit Schatten verschmelzen kann, begegnet Jubei in einem Tempel erneut Benisato. Wieder droht er zu unterliegen, als plötzlich Kagero auftaucht, deren Nachforschungen sie ebenfalls hergeführt haben. Sie kann Benisato aufhalten, doch bevor sie sie verhören kann, wird Benisato mittels Stromschlag getötet. Schließlich stößt Dakuan dazu, nachdem er Shijima entkommen ist, und die drei beschließen zusammenzuarbeiten.
Gemeinsam besiegen sie die restlichen Teufel Yurimaru, Zakuro, Utsutsu Mujuru, Shijima und Mushizo und vereiteln Gemmas Plan, das Gold zu nehmen, um eine Herrschaft des Terrors zu errichten.

## Produktion und Veröffentlichung
Der Film wurde 1993 von Studio Madhouse produziert. Regie führte Yoshiaki Kawajiri, der auch das Drehbuch schrieb und das Charakterdesign entwarf. Künstlerischer Leiter war Hiromasa Ogura, für das Design und die Animationsregie war Yutaka Minowa verantwortlich. Der Film kam am 5. Juni 1993 in die japanischen Kinos.
Der Film wurde in Nordamerika, Frankreich und Spanien im Fernsehen ausgestrahlt und außerdem unter anderem ins Russische und Italienische übersetzt. Die ungekürzte (englische) Fassung wurde in Deutschland wegen der Gewaltdarstellungen indiziert, Splendid brachte in Deutschland eine geschnittene FSK-18-Fassung heraus. 2004 wurde der Anime von Panini Video lizenziert, sowie 2010 von I-On New Media die ihn unter dem Label Animaze am 25. Februar 2011 deutsch synchronisiert auf DVD veröffentlichten. Nach einer erneuten Überprüfung durch die Bundesprüfstelle war die Indizierung aufgehoben worden, sodass die Neuveröffentlichung mit Synchronisation ungeschnitten erfolgte, ohne Jugendfreigabe. Am 26. September 2014 folgte gemeinsam mit Sword of the Stranger eine weitere Veröffentlichung auf der Doppel-DVD Animaze Anime Box #2.

### Synchronisation
| Rolle          | Japanischer Sprecher (Seiyū) | Deutscher Sprecher   |
| -------------- | ---------------------------- | -------------------- |
| Jūbei Kibagami | Kōichi Yamadera              | Alexander Doering    |
| Kagerō         | Emi Shinohara                | Melanie Hinze        |
| Gemma Himuro   | Daisuke Gōri                 | Gerald Paradies      |
| Dakuan         | Takeshi Aono                 | Peter Groeger        |
| Sakai Hyobu    | Shūichirō Moriyama           | Uli Krohm            |
| Tessai         | Ryūzaburō Ōtomo              | Raimund Krone        |
| Hanza          | Katsuji Mori                 | Matthias Deutelmoser |
| Benisato       | Gara Takashima               | Isabelle Schmidt     |
| Shijima        | Akimasa Omori                | F.G.M. Stegers       |
| Yurimaru       | Toshihiko Seki               | Sven Gerhardt        |
| Utsutsu Mujuro | Norio Wakamoto               | Matthias Deutelmoser |
| Mushizo        | Reizō Nomoto                 | Thomas Schmuckert    |

### Musik
Die Musik des Films wurde komponiert von Kaoru Wada. Das Abspannlied Somewhere, Far Away, Everyone is Listening to a Ballad stammt von Ryouhei Yamanashi.

## Adaptionen

### Fernsehserie
2003 wurde eine Anime-Fernsehserie produziert, deren Handlung einige Jahre nach dem Film spielt. Sie dreht sich jedoch auch um Jubei Kibagami. Die 13-teilige Serie entstand ebenso bei Studio Madhouse und wurde in Deutschland von dem Label Anime Virtual unter dem Titel Ninja Scroll – Die Serie veröffentlicht.

### Weitere Filme
Das Studio Madhouse arbeitet an einer Fortsetzung des Films. Die erste Ankündigung war für 2006, bis August 2008 lag noch kein Drehbuch vor. In den USA wurde der Film Ninja Resurrection als Fortsetzung von Ninja Scroll vermarktet. Zwar dreht sich der Film auch um eine Hauptfigur namens Jubei, jedoch handelt es sich dabei um eine andere Figur, die näher am Original des Jubei Yagyu ist, und die Handlung der beiden Filme hat auch sonst keinen Bezug zueinander. Einen kurzen Auftritt hat die Hauptfigur des Films jedoch in der Serie Jubei-chan, eine Komödie über seine neuzeitliche Wiedergeburt.
2008 wurde von Warner Bros. die Entwicklung einer Realverfilmung des Stoffs angekündigt. Als Drehbuchautor wurde Alex Tse benannt und Produzent soll Leonardo DiCaprio sein.

### Comic
Ab September 2006 veröffentlichte der Verlag Windstorm in den USA eine zwölfteilige Comic-Reihe von J. Torres, die die Handlung des Films fortsetzt.

## Rezeption
1993 wurde Ninja Scroll mit dem Citizen’s Award des Yubari International Fantastic Film Festival ausgezeichnet. Während der 1990er Jahre war der Titel einer der bekanntesten Anime-Filme im Westen. Die US-Veröffentlichung verkaufte sich 70.000 mal bis März 1996 und wurde damit zum damals bestverkauften Titel des noch jungen Labels Manga Entertainment. Auch in Deutschland gehörte Ninja Scroll in dieser Zeit zu den beliebtesten Filmen in der Szene und prägte mit seinen blutigen Kampfszenen das damals entstehende Bild von Anime, so die Zeitschrift Animania noch 2004. Dabei verstehe es Regisseur Yoshiaki Kawajiri aber „ausgezeichnet, die Gewalt in spannende, dramatische Handlung einzubetten“. Einer anderen Kritik nach ließ die „exzessive Gewaltdarstellung“ den Film ins Splatter-Genre abrutschen. Zusammen mit der tragischen Liebesgeschichte, die der Film darüber hinaus bietet, und der hohen Animationsqualität sei dies das Rezept für den Erfolg des Films in den 1990er Jahren. In der Anime Encyclopedia werden der durchdachte Plot, die wundervollen Hintergründe und gelungenen Spezialeffekte gelobt. In der guten Qualität, die es lange zu einem der beliebtesten Animes machte, zeige sich das große Budget und der große Aufwand, der in den Film gesteckt wurde.